# Northglenn
Northglenn est une ville américaine située dans le comté d'Adams et le comté de Weld dans l’État du Colorado.

## Géographie
Selon le recensement de 2010, Northglenn compte 35 789 habitants. La municipalité s'étend sur 7,50 milles carrés (19,42 km2), dont 7,41 milles carrés (19,19 km2) de terres. Seule une petite partie de la ville se trouve dans le comté de Weld : 0,99 milles carrés (2,56 km2) et 12 habitants.

## Démographie
| 1970   | 1980   | 1990   | 2000   | 2010   | - |
| ------ | ------ | ------ | ------ | ------ | - |
| 27 785 | 29 847 | 27 195 | 31 575 | 35 789 | - |